# Boblas
Boblas is een plaats in de Duitse gemeente Naumburg (Saale), deelstaat Saksen-Anhalt, en telt 165 inwoners (januari 2020).
Het vóór 1991 tot de gemeente Neidschütz behorende boeren- en forensendorpje Boblas en het 1 km ten zuidwesten daarvan gelegen Neidschütz (226 inw. per 31-01-2020) worden binnen de gemeente Naumburg door één gezamenlijke stadsdeelraad bestuurd.
Zie ook onder: Neidschütz.

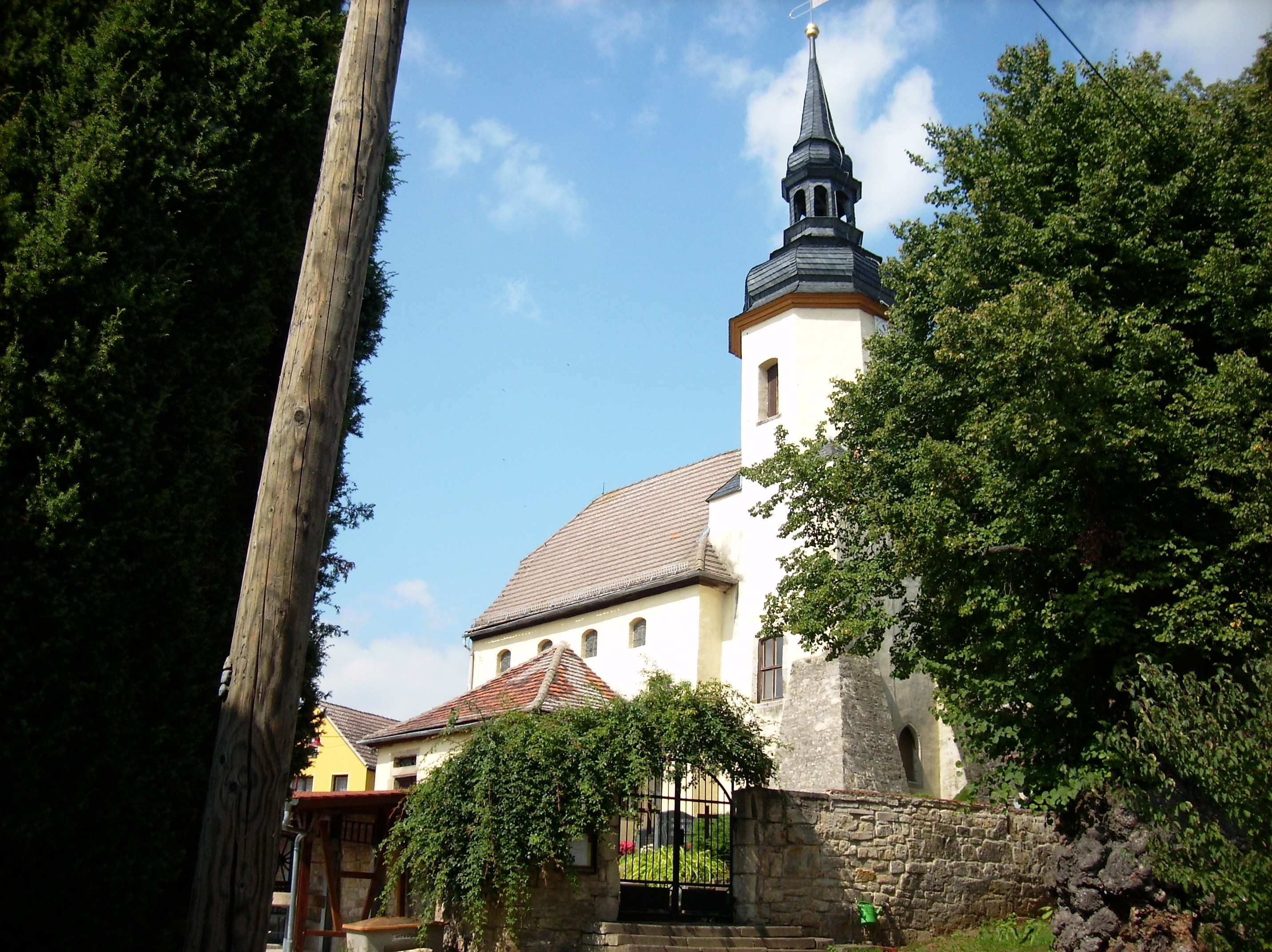
Kerk in Boblas

De onder monumentenzorg staande dorpskerk van Boblas dateert uit de middeleeuwen en werd in de 18e eeuw zowel van buiten als van binnen fraai in barokstijl gerenoveerd. In 2000 werd het godshuis opnieuw gerenoveerd.